# Siegfried Philippi

Siegfried Philippi um 1920

Siegfried Philippi (eigentlich Siegfried Salomon Philipp; * 31. Juli 1871 in Lübeck; † 29. Februar 1936 in Berlin) war ein deutscher Theaterschauspieler, Theaterregisseur, Drehbuchautor, Filmregisseur und Filmproduzent.

## Leben und Wirken
Der Sohn des jüdischen Kaufmanns Julius Philipp verlor seine Mutter ein Jahr nach seiner Geburt durch ihren Selbstmord. Er besuchte ein Gymnasium in Berlin, und nach einer Schauspielausbildung erhielt er 1890 sein erstes Engagement am dortigen Wallner-Theater.
Weitere Bühnenstationen waren unter anderem Dirschau, Sondershausen, Hanau, Oldenburg, Frankfurt (Oder) und Bayreuth. Als Regisseur war er in Breslau, Köln und Hannover tätig. Philippi gastierte auch an der Royal Opera Comique in London.
In Berlin debütierte er 1915 als Filmregisseur. Er inszenierte anfangs Dramen und Melodramen, bei denen seine Frau, die Schauspielerin Lissy Lind, im Mittelpunkt stand. Später führte er auch bei Krimis und Komödien Regie. Am 1. Juni 1919 gründete er gemeinsam mit den Architekten Siegfried Ittelson und Gustav Neustein die Turma Film Gesellschaft Philippi & Co. OHG (1919–1932).
Später wirkte er vornehmlich als Schriftsteller und beschränkte sich ab 1930 auf das Schreiben von Drehbüchern. Mit dem Machtantritt der Nationalsozialisten verschwand Philippi aus der Öffentlichkeit. Er starb Ende Februar 1936 in seiner Wohnung in Berlin-Charlottenburg, seine deutlich jüngere Gattin überlebte ihn nur um ein halbes Jahr.

## Filmografie
Regie und Drehbuch wenn nicht anders angegeben:
- 1915: Das Abenteuer einer Sängerin (auch Produzent)
- 1915: Die Rache der Thora West
- 1916: Der Schmuck der Herzogin
- 1916: Die oder Die? (auch Produzent)
- 1917: Höhenluft (nur Drehbuch)
- 1917: Die Harvard-Prämie
- 1918: Das Adoptivkind
- 1918: Der Weiberfresser
- 1919: Tänzerin Tod (auch Produzent)
- 1920: Sinnesrausch (auch Produzent)
- 1920: Unselige Liebe - seliges Land (Regie, Produzent)
- 1920: Zwischen Nacht und Morgen (nur Regie)
- 1920: Die Frau in den Wolken (auch Produzent)
- 1920: Im Banne der Suggestion (auch Produzent)
- 1920: Mord… die Tragödie des Hauses Garrick (auch Produzent)
- 1920: Das schleichende Gift (Regie, Produzent)
- 1921: Madeleine
- 1921: Die schwarze Spinne (auch Produzent)
- 1921: Der Herr aus dem Zuchthaus (auch Produzent)
- 1922: Versunkene Welten (nur Regie)
- 1924: Das Geschöpf (nur Regie)
- 1924: Das Spiel mit dem Schicksal (nur Regie)
- 1925: Briefe, die ihn nicht erreichten (nur Drehbuch)
- 1926: Die Mühle von Sanssouci
- 1926: Der Meineidbauer (Drehbuch und Kamera)
- 1927: Die Tochter des Kunstreiters (nur Regie)
- 1927: Liebesreigen (nur Drehbuch)
- 1927: An der Weser
- 1927: Das war in Heidelberg in blauer Sommernacht (nur Drehbuch)
- 1928: Herbstzeit am Rhein (nur Regie)
- 1928: Das Fräulein aus Argentinien
- 1928: Heut’ war ich bei der Frieda
- 1929: Hütet Euch vor leichten Frauen (nur Regie)
- 1929: Der Herr vom Finanzamt (nur Regie)
- 1930: Wenn Du noch eine Heimat hast (nur Regie)
- 1930: Die Lindenwirtin (nur Drehbuch)
- 1931: Die spanische Fliege (nur Drehbuch)
- 1932: Husarenliebe (nur Drehbuch)